# Adolf Günther
(Gustav) Adolf Günther (* 21. März 1881 in Ansbach, Franken; † 4. Januar 1958 in Innsbruck) war ein deutscher Rechts- und Staatswissenschaftler.

## Leben
Während seines Studiums wurde Günther in Erlangen 1901 Mitglied der Burschenschaft der Bubenreuther. Günther promovierte 1905 an der Universität München in Rechtswissenschaften und habilitierte sich 1910 in Staatswissenschaften an der Universität Berlin. Ebendort wurde er außerplanmäßiger Professor und bald darauf ordentlicher Professor an der Handelshochschule Nürnberg (zeitgleich Honorarprofessor an der Universität Erlangen). Von 1923 bis 1929 war Günther Professor an der Universität Innsbruck. Anschließend arbeitete er in verschiedenen Funktionen im Reichsarbeitsministerium, statistischen Ämtern und Verwaltungsakademien. Von 1940 bis 1948 war Adolf Günther Professor an der Universität Wien.
Günther war kein gelernter Soziologe, widmete sich aber der praktischen Anwendung soziologischen Wissens, wobei er sich keiner Schule verpflichtet sah. Er orientierte sich unter anderen an Leopold von Wiese, Max Weber, Georg Simmel, Werner Sombart und Ferdinand Tönnies, aber auch an Othmar Spann. Der holistische Ansatz des Autors wird besonders deutlich in seiner narrativ angelegten und in der Tradition subjektiv-empirischer Sozialforschung im Sinne Gottlieb Schnapper-Arndt stehenden Fallstudie zur alpenländischen Gesellschaft: vom Ausgangspunkt des Siedelns um/unterhalb der Alpen werden Vergesellschaftung, Gemeinschaftsbildung, Kultur und politisches Institutionengefüge methodisch richtungsweisend erschlossen.
Günther war seit 1938 Mitarbeiter im Arbeitswissenschaftlichen Institut der DAF.
Günthers Rolle im Nationalsozialismus ist weitgehend unerforscht. Günther war Mitglied der SA im Rang eines SA-Sturmführers. Am 19. Mai 1938 beantragte er die Aufnahme in die NSDAP und wurde rückwirkend zum 1. Mai desselben Jahres aufgenommen (Mitgliedsnummer 6.228.278). Er war 1945 aufgrund seiner Parteimitgliedschaft registrierungspflichtig und wurde 1946 aufgrund eines negativen Entscheids der Entnazifizierungskommission aus dem Lehramt entlassen und seine Mitgliedschaft in der ÖAW wurde für ruhendgestellt erklärt. Nach Hinweis auf der Website der Universität Wien soll Günther 1948 im Spruchkammerverfahren als „minderbelastet“ eingestuft worden sein. 1946 wurde er wieder in die neugegründete Deutsche Gesellschaft für Soziologie aufgenommen.

## Schriften (Auswahl)
- Sozialpolitik. 1. Teil: Theorie der Sozialpolitik. Handbuch der Wirtschafts- und Sozialwissenschaft in Einzelbänden, Hg. A. Günther & Gerhard Kessler, 9. Band. Vereinigung wissenschaftlicher Verleger, Walter de Gruyter, Berlin 1922[6]
- Die alpenländische Gesellschaft als sozialer und politischer, wirtschaftlicher und kultureller Lebenskreis. Mit Beiträgen zur Methodenlehre der Sozialwissenschaften. G. Fischer, Jena 1930 [mit einer Karte]
- Der Rassegedanke in der weltanschaulichen Auseinandersetzung unserer Zeit. Junker & Dünnhaupt, Berlin 1940
- Gemeinschaft oder Kollektivismus? Hg. Arbeitswissenschaftliches Institut der Deutschen Arbeitsfront. Berlin 1940